# Weihwasserbecken (Samonac)

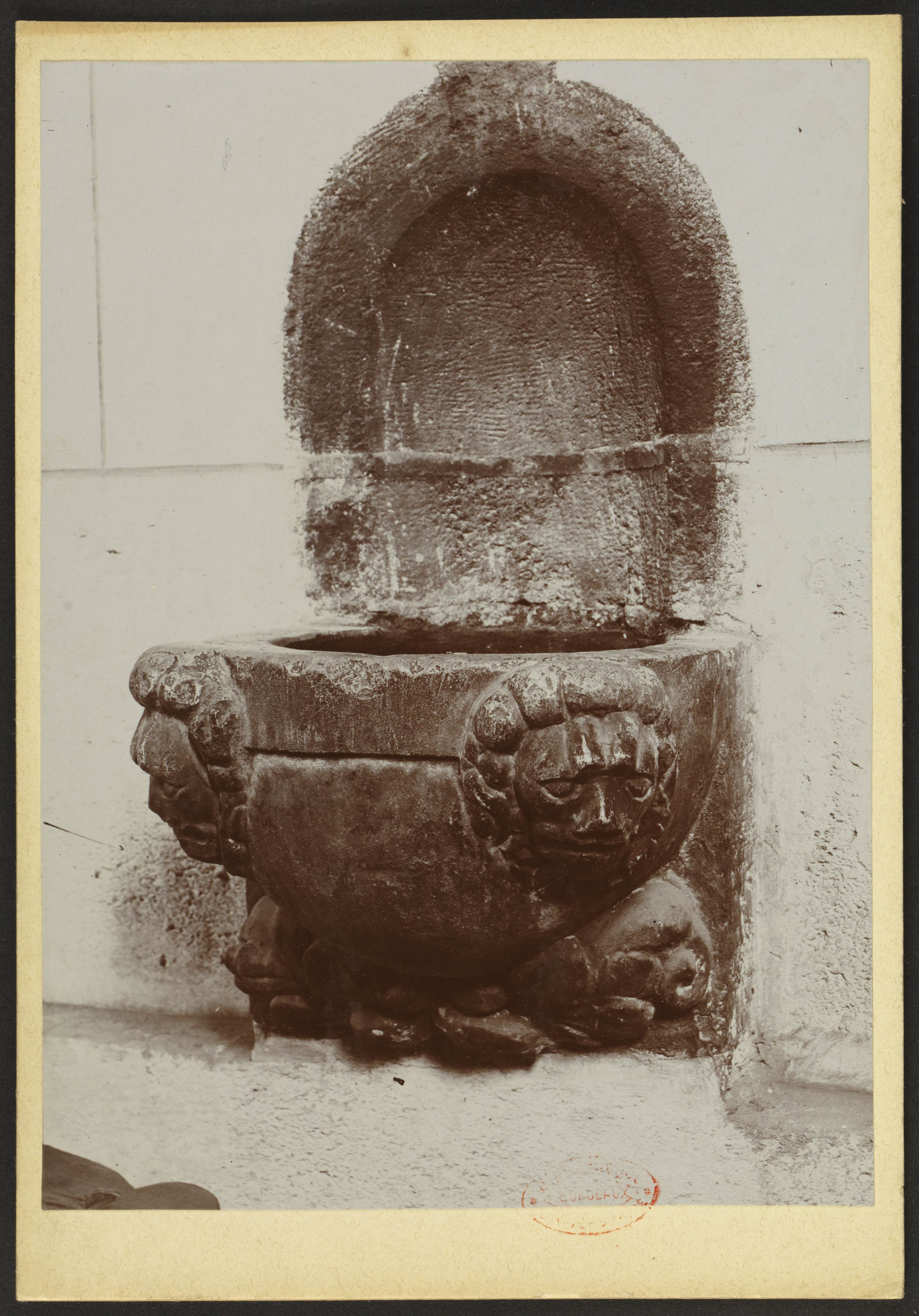
Weihwasserbecken in Samonac (Foto von Jean-Auguste Brutails, um 1900)

Das Weihwasserbecken in der Kirche St-Martin in Samonac, einer französischen Gemeinde im Département Gironde der Region Nouvelle-Aquitaine, wurde im 17. Jahrhundert geschaffen. Im Jahr 1986 wurde das barocke Weihwasserbecken als Monument historique in die Liste der denkmalgeschützten Objekte (Base Palissy) in Frankreich aufgenommen.
Das 22 cm hohe Weihwasserbecken aus Stein ist mit Pflanzenmotiven und zwei Löwenköpfen geschmückt.